# Agyrtes
Agyrtes är ett släkte av skalbaggar som beskrevs av Frölich 1799. Agyrtes ingår i familjen sumpbaggar.
Släktet innehåller bara arten Agyrtes bicolor.

## Bildgalleri

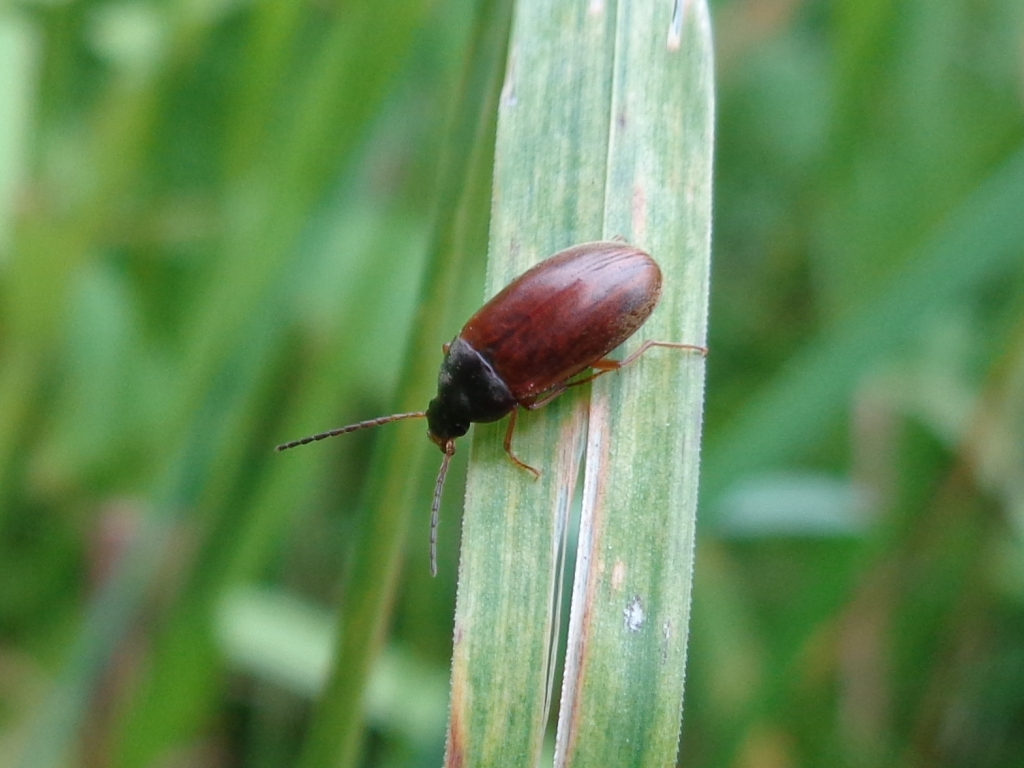
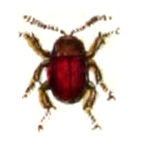